# Persone di nome Dragan
| Questa pagina contiene informazioni ricavate automaticamente dalle voci biografiche con l'ausilio del template Bio e di un bot. L'aggiornamento è periodico e automatico e ricostruisce completamente la pagina. Se manca una persona in questa lista, sei pregato di non aggiungerla, ma accertati piuttosto che la sua voce biografica contenga il template Bio e che i dati anagrafici siano correttamente compilati. Se il template Bio manca, inseriscilo tu stesso o, in alternativa, metti l'avviso {{tmp\|Bio}} che ne segnala la mancanza. Se i dati riportati sono sbagliati, correggi direttamente la voce biografica; le modifiche saranno visibili in questa lista entro pochi giorni. Per chiarimenti vedi il progetto antroponimi. La lista contiene solo le 82 persone che sono citate nell'enciclopedia e per le quali è stato implementato correttamente il template Bio. Pagina aggiornata al 16 ott 2024. |

Questa è una lista di persone presenti nell'enciclopedia che hanno il prenome Dragan, suddivise per attività principale.

## Allenatori di calcio(8)
- Dragan Blatnjak, allenatore di calcio e ex calciatore bosniaco (Studenci, n. 1981)
- Dragan Kanatlarovski, allenatore di calcio e ex calciatore macedone (Bitola, n. 1960)
- Dragan Perišić, allenatore di calcio e ex calciatore serbo (Belgrado, n. 1979)
- Dragan Skočić, allenatore di calcio e ex calciatore croato (Fiume, n. 1968)
- Dragan Stojković, allenatore di calcio, dirigente sportivo e ex calciatore serbo (Niš, n. 1965)
- Dragan Tadić, allenatore di calcio e ex calciatore croato (Fiume, n. 1973)
- Dragan Talajić, allenatore di calcio e ex calciatore croato (Sarajevo, n. 1965)
- Dragan Trkulja, allenatore di calcio e ex calciatore serbo (Sombor, n. 1964)

## Allenatori di pallacanestro(1)
- Dragan Raca, allenatore di pallacanestro e ex cestista serbo (Bosansko Grahovo, n. 1961)

## Calciatori(33)
- Dragan Bogavac, ex calciatore montenegrino (Bijelo Polje, n. 1980)
- Dragan Bošković, ex calciatore montenegrino (Berane, n. 1985)
- Dragan Ćeran, calciatore serbo (Kikinda, n. 1987)
- Dragan Ćirić, ex calciatore serbo (Jakovo, n. 1974)
- Dragan Đukić, ex calciatore jugoslavo (Belgrado, n. 1939)
- Dragan Džajić, ex calciatore jugoslavo (Ub, n. 1946)
- Dragan Ǵorgiev, calciatore macedone (Radoviš, n. 1990)
- Dragan Gošić, ex calciatore serbo (Krupanj, n. 1981)
- Dragan Grivić, calciatore montenegrino (n. 1996)
- Dragan Holcer, calciatore jugoslavo (Zwiesel, n. 1945 - Spalato, † 2015)
- Dragan Jakovljević, ex calciatore bosniaco (Konjic, n. 1962)
- Dragan Jelič, ex calciatore sloveno (Maribor, n. 1986)
- Dragan Jovanović, calciatore jugoslavo (Belgrado, n. 1903 - Belgrado, † 1936)
- Dragan Kapčević, ex calciatore bosniaco (Prozor-Rama, n. 1985)
- Dragan Lovrić, calciatore croato (Spalato, n. 1996)
- Dragan Mance, calciatore serbo (Belgrado, n. 1962 - † 1985)
- Dragan Mihajlović, calciatore serbo (Loznica, n. 1991)
- Dragan Mladenović, ex calciatore serbo (Kraljevo, n. 1976)
- Dragan Mrđa, ex calciatore serbo (Vršac, n. 1984)
- Dragan Mutibarić, ex calciatore jugoslavo (Sombor, n. 1946)
- Dragan Načevski, ex calciatore macedone (Skopje, n. 1980)
- Dragan Paljić, ex calciatore tedesco (Starnberg, n. 1983)
- Dragan Pantelić, calciatore jugoslavo (Loznica, n. 1951 - Niš, † 2021)
- Dragan Popović, ex calciatore e allenatore di calcio jugoslavo (Ivangrad, n. 1941)
- Dragan Rosić, calciatore serbo (Užice, n. 1996)
- Dragan Simeunović, ex calciatore jugoslavo (Kraljevo, n. 1954)
- Dragan Stoisavljević, calciatore serbo (Valjevo, n. 2003)
- Dragan Stojkić, ex calciatore bosniaco (Spalato, n. 1975)
- Dragan Stojkov, calciatore macedone (Strumica, n. 1988)
- Doug Utjesenović, ex calciatore jugoslavo (Belgrado, n. 1946)
- Dragan Vukoja, ex calciatore croato (Teja, n. 1969)
- Dragan Žarković, ex calciatore serbo (Belgrado, n. 1986)
- Dragan Župan, calciatore croato (Zara, n. 1982)

## Cestisti(17)
- Dragan Apić, cestista serbo (Novi Sad, n. 1995)
- Dragan Bajić, ex cestista e allenatore di pallacanestro bosniaco (Bludenz, n. 1973)
- Dragan Bender, cestista croato (Čapljina, n. 1997)
- Dragan Ćeranić, ex cestista serbo (Novi Sad, n. 1976)
- Dragan Dojčin, ex cestista e allenatore di pallacanestro serbo (Zemun, n. 1976)
- Dragan Godžić, cestista e allenatore di pallacanestro jugoslavo (Belgrado, n. 1927 - Belgrado, † 1988)
- Dragan Kapičić, cestista e dirigente sportivo jugoslavo (Belgrado, n. 1948 - Belgrado, † 2024)
- Dragan Kićanović, ex cestista jugoslavo (Čačak, n. 1953)
- Dragan Kovačić, cestista jugoslavo (Prelošćica, n. 1939 - Zagabria, † 1999)
- Dragan Labović, ex cestista serbo (Prokuplje, n. 1987)
- Dragan Lukovski, ex cestista serbo (Skopje, n. 1975)
- Dragan Marković, ex cestista jugoslavo (Štip, n. 1974)
- Dragan Milosavljević, cestista serbo (Kruševac, n. 1989)
- Dragan Šakota, ex cestista, allenatore di pallacanestro e dirigente sportivo serbo (Belgrado, n. 1952)
- Dragan Tarlać, ex cestista jugoslavo (Novi Sad, n. 1973)
- Dragan Todorić, ex cestista e dirigente sportivo jugoslavo (Kraljevo, n. 1954)
- Dragan Zeković, cestista serbo (Belgrado, n. 1987)

## Disc jockey(1)
- Dirty South, disc jockey e produttore discografico serbo (Belgrado, n. 1978)

## Economisti(1)
- Dragan Čavić, economista e politico bosniaco (Zenica, n. 1958)

## Fumettisti(1)
- Dragan Lazarević, fumettista e illustratore serbo (Rio de Janeiro, n. 1964)

## Giocatori di calcio a 5(1)
- Dragan Tomić, giocatore di calcio a 5 serbo (Temerin, n. 1991)

## Mezzofondisti(1)
- Dragan Zdravković, ex mezzofondista jugoslavo (n. 1959)

## Militari(2)
- Dragan Obrenović, militare e criminale di guerra bosniaco (Rogatica, n. 1963)
- Dragan Vasiljković, militare serbo (Belgrado, n. 1954)

## Pallamanisti(2)
- Dragan Gajić, ex pallamanista sloveno (Celje, n. 1984)
- Dragan Škrbić, ex pallamanista jugoslavo (Kula, n. 1968)

## Pallanuotisti(1)
- Dragan Andrić, ex pallanuotista jugoslavo (Ragusa, n. 1962)

## Pallavolisti(2)
- Dragan Stanković, pallavolista serbo (Zaječar, n. 1985)
- Dragan Travica, pallavolista croato (Zagabria, n. 1986)

## Pesisti(1)
- Dragan Perić, ex pesista serbo (Živinice, n. 1964)

## Pittori(1)
- Dragan Malešević Tapi, pittore serbo (Belgrado, n. 1949 - Belgrado, † 2002)

## Politici(6)
- Dragan Cankov, politico bulgaro (Svištov, n. 1828 - Sofia, † 1911)
- Dragan Đokanović, politico bosniaco (Sarajevo, n. 1958)
- Dragan Maršićanin, politico serbo (Belgrado, n. 1950)
- Dragan Mikerević, politico bosniaco (Doboj, n. 1955)
- Dragan Tomić, politico serbo (Pristina, n. 1935 - † 2022)
- Dragan Čović, politico bosniaco (Mostar, n. 1956)

## Scacchisti(1)
- Dragan Šolak, scacchista serbo (Vrbas, n. 1980)

## Scrittori(1)
- Dragan Velikić, scrittore e diplomatico serbo (Belgrado, n. 1953)

## Senza attività specificata(1)
- Dragan Cigan,  bosniaco (Čelinac, n. 1976 - Cortellazzo, † 2007)